# Peniche
Peniche (portugiesische Aussprache: [pɨˈniʃ]) ist eine am Atlantik gelegene portugiesische Stadt in der Unterregion Oeste der Region Centro und der historischen Provinz Estremadura, die sowohl durch die vorgelagerte Inselgruppe der Berlengas als auch die zum Surfen geeigneten Wellen des Atlantiks touristische Bedeutung hat. Sie ist Portugals zweitgrößter Umschlagplatz für Sardinen.

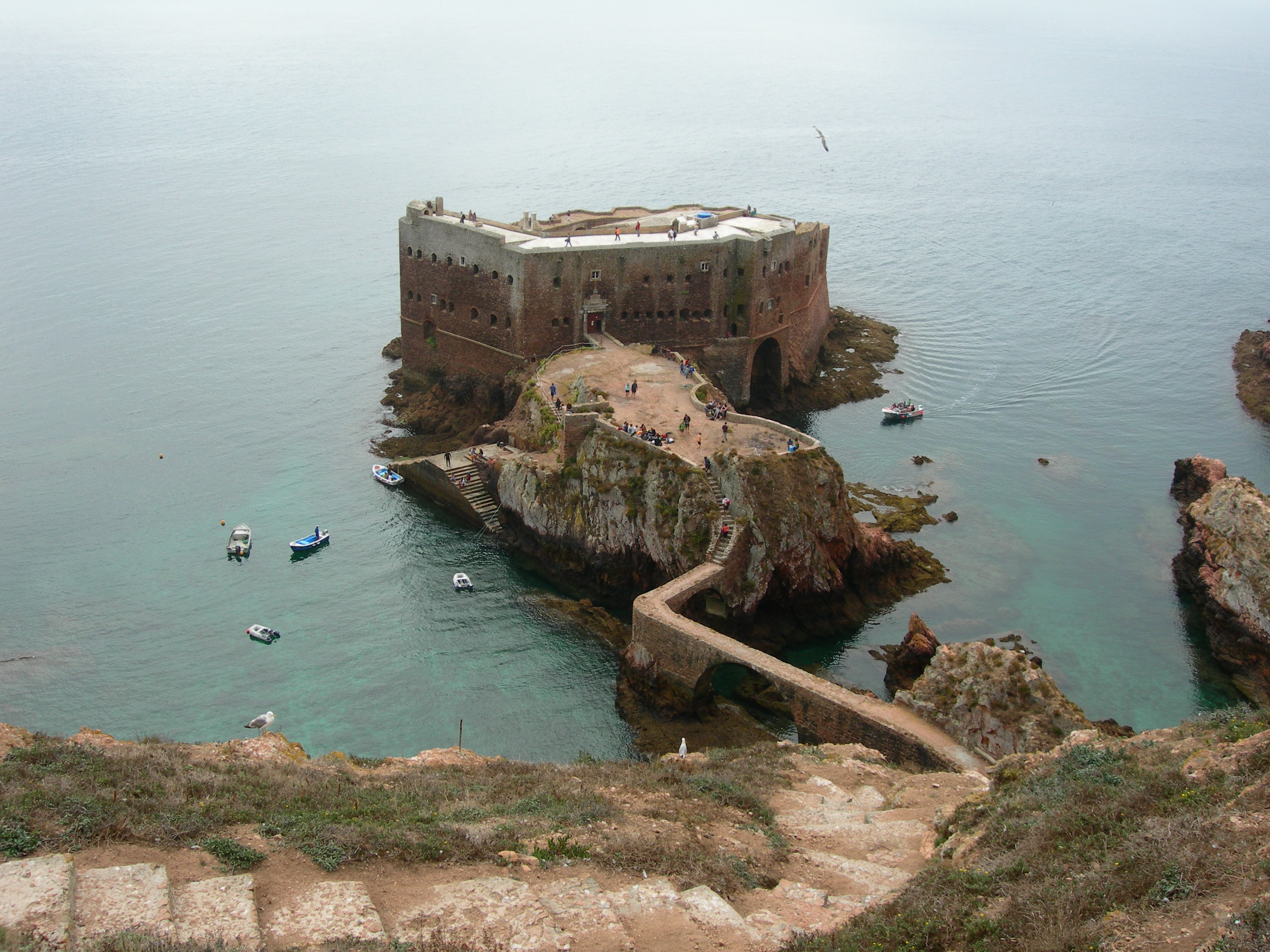
Forte de São João Baptista auf der Hauptinsel des Archipels der Berlengas

## Geschichte
Ursprünglich war Peniche eine Insel nahe der Küste. Funde belegen eine vorgeschichtliche Besiedlung seit dem Neandertaler, insbesondere in der Gruta da Furninha. Die ersten Menschen lebten hier in Höhlen und insbesondere vom Fischfang. Seefahrer aus dem Antiken Griechenland und Phönizier siedelten später hier. Der heutige Ortsname entwickelte sich vermutlich aus dem altgriechischen Ortsnamen Phoinix, einem Ort auf Kreta, an den die örtlichen Begebenheiten stark erinnerten. Insbesondere die Inselgruppe der Berlengas ähnelt, von der Küste von Peniche aus gesehen, stark der charakteristischen Küstenlinie von Gavdos an vergleichbarer Stelle auf Kreta.

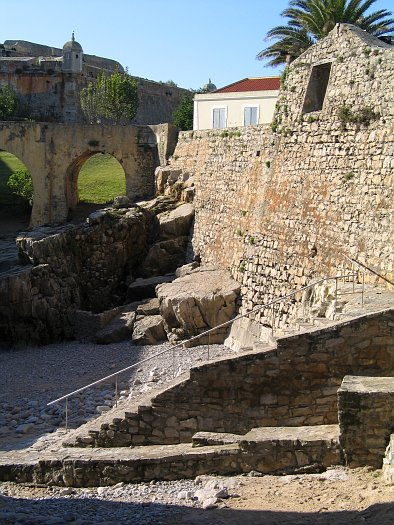
Teilansicht der Fortaleza de Peniche heißenden Festungsanlage

Die Römer intensivierten den Fischfang und stellten hier Amphoren zur Konservierung der Fische her. An den Felsen der Berlengas wurden zudem eine Vielzahl römischer Schiffswracks gefunden, die von reger Handelstätigkeit zeugen. Im Mittelalter wurde Atouguia da Baleia (baleia zu deutsch Wal) insbesondere durch den lukrativen Walfang zum bedeutendsten Ort, zu dessen Verwaltungskreis Peniche gehörte. Ab dem 15. Jahrhundert bildete sich eine natürliche Landverbindung zwischen Peniche und dem Festland heraus. Begünstigt durch solcherart einfachere Transportwege begann der Ort am oberen (Peniche-de-Cima) und unteren Kern (Peniche-de-Baixo) zu wachsen. 1609 wurde Peniche zur vila (Kleinstadt) und Zentrum eines eigenen Kreises erhoben.
Neben dem Fischfang bewirkten der Schiffsbau sowie der Wein- und Getreideanbau Peniches Wachstum. Luís de Ataíde, Graf von Atougia und von 1568 bis 1581 Gouverneur Portugiesisch-Indiens, ließ Peniche umfangreich befestigen. Die Errichtung weiterer verstärkter Festungsanlagen, die gegen Piratenangriffe schützen sollten, wurde als notwendig erachtet, nachdem hier 1589 britische Streitkräfte gelandet waren. Sie versuchten vergeblich, dem Thronanwärter António von Crato bei dessen erfolglosen Bemühungen zu Hilfe zu kommen, die Unabhängigkeit Portugals von der seit 1580 währenden Personalunion mit Spanien zu erreichen. Die britischen Truppen waren von geringer Kampfkraft und wurden von den spanischen Truppen mühelos vernichtet.
Im Zuge der Verwaltungsreformen nach der Liberalen Revolution 1822 und dem folgenden Miguelistenkrieg wurde der Kreis Atouguia da Baleia 1836 aufgelöst und Peniche angegliedert.
Am 27. Oktober 1892 fuhr der britische Passagierdampfer Roumania bei stürmischer See gegen die felsige Küste, versank und riss 113 Menschen in den Tod.
Durch den anhaltenden technologischen Fortschritt in der Fischerei, der Konservierung und Weiterverarbeitung des Fisches wuchsen die damit verbundenen Betriebe und Unternehmen in Peniche. Am 1. Februar 1988 wurde Peniche zur cidade (Stadt) erhoben.

## Sehenswürdigkeiten

### Bauwerke
- Die Festung der Stadt Peniche wurde zwischen 1557 und 1570 errichtet, weitere Fortifikationen erfolgten bis 1645 nach Plänen des schon Ludwig XIII. dienenden französischen Militäringenieurs Nicolau de Langres. Während der Salazar-Diktatur wurden in der Festung politische Gefangene festgehalten. Da es dem späteren Generalsekretär der Kommunistischen Partei Portugals Álvaro Cunhal und anderen seiner Genossen gelang, bei der berühmten „Flucht von Peniche“ am 3. Januar 1960 zu entkommen, erlangte sie einen gewissen Bekanntheitsgrad. Heute befindet sich in einem Teil des Gebäudes das Museu Regional, in welchem auch die Funktion der Festung als Gefängnis während der Diktatur aufgearbeitet wird.
- Die Barock- und Mutterkirche Igreja de Nossa Senhora da Ajuda ist die älteste der Stadt aus dem Anfang des 17. Jahrhunderts. Die Seiten des Kirchenschiffs wurden mit Tafeln aus Azulejos hoher künstlerischer Qualität versehen.
- Die Spitzenklöppelei gehört zu den bekanntesten Kunsthandwerktraditionen Peniches, und wird in einer Schule neben dem Tourismusbüro gepflegt.

### Natur

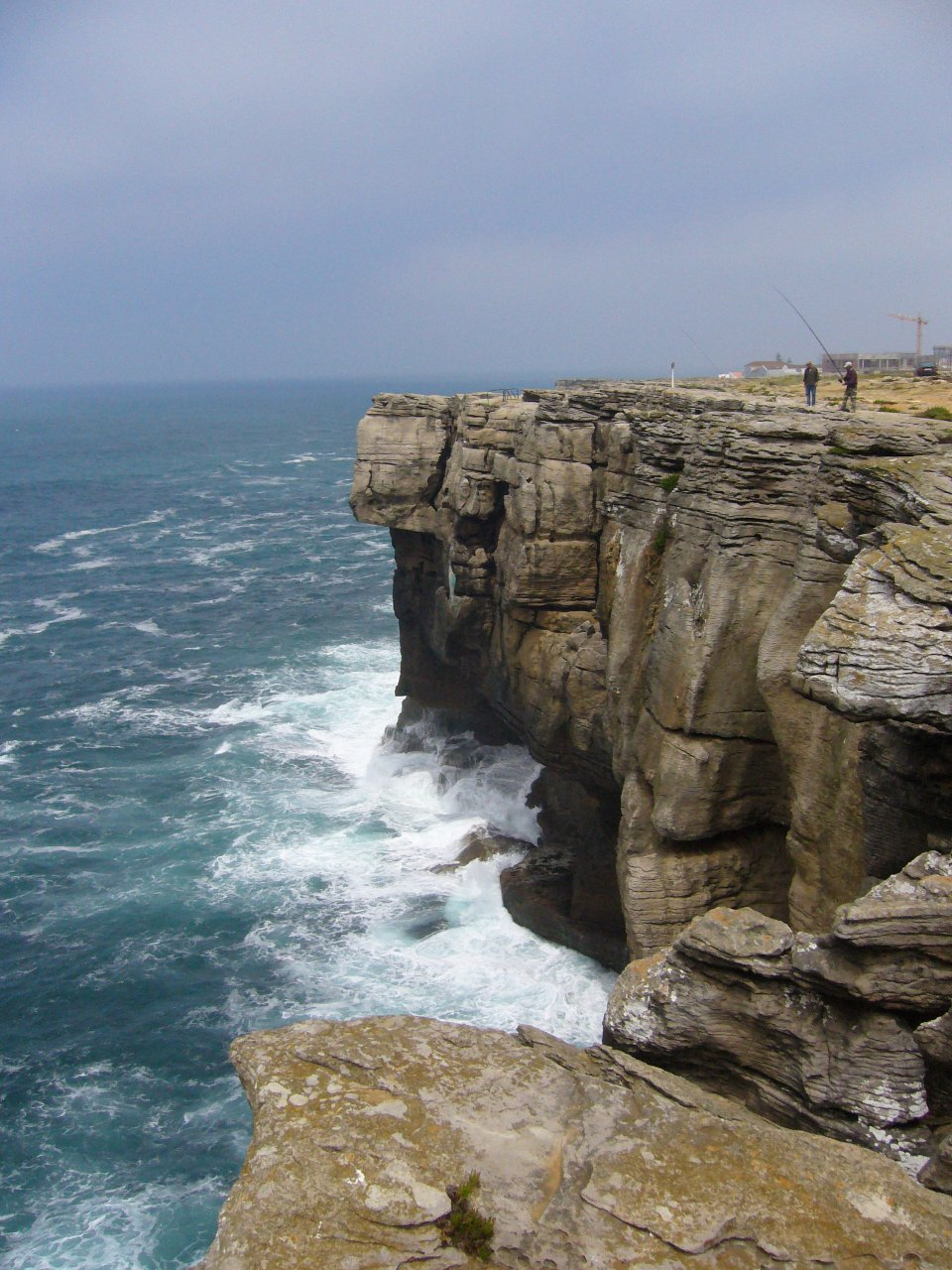
Steilküste bei Peniche

Peniche liegt auf einer Halbinsel, geprägt durch eine hohe Steilküste, die nur im Hafenbereich und am nördlichen Ende flach zum Meer hin abfällt. Am westlichsten Punkt befindet sich das Cabo Carvoeiro mit dem Leuchtturm Farol do Cabo Carvoeiro, von wo aus die im Atlantik liegende Inselgruppe der Berlengas sehr gut sichtbar ist. Ein Weg und Treppenstufen führen von der Küstenstraße zur Höhle Gruta da Furninha.
Südlich der Halbinsel erstreckt sich der langgezogene Sandstrand Praia do Medão, dessen gleich neben der Stadt liegende Teilbereich Praia dos Supertubos einer der bekanntesten Surfspots Portugals ist. Wegen seiner röhrenförmigen, langanhaltenden Wellen und seines sandigen Untergrundes wird er als vielleicht bester Europas eingeschätzt, zumal die Mauern des Hafens vor störendem Nordwind schützen. Aber auch im Norden, wo sich eine feinsandige Bucht über 5 km bis nach Baleal hinzieht, wird dem Sport des Wellenreitens nachgegangen.

## Verwaltung

### Der Kreis
Peniche ist Verwaltungssitz eines gleichnamigen Kreises (Concelho) im Distrikt Leiria. Am 19. April 2021 hatte der Kreis 26.429 Einwohner auf einer Fläche von 77,5 km².
Die Nachbarkreise sind (im Uhrzeigersinn im Norden beginnend): Óbidos und Lourinhã. Im Westen grenzt Peniche an den Atlantischen Ozean.

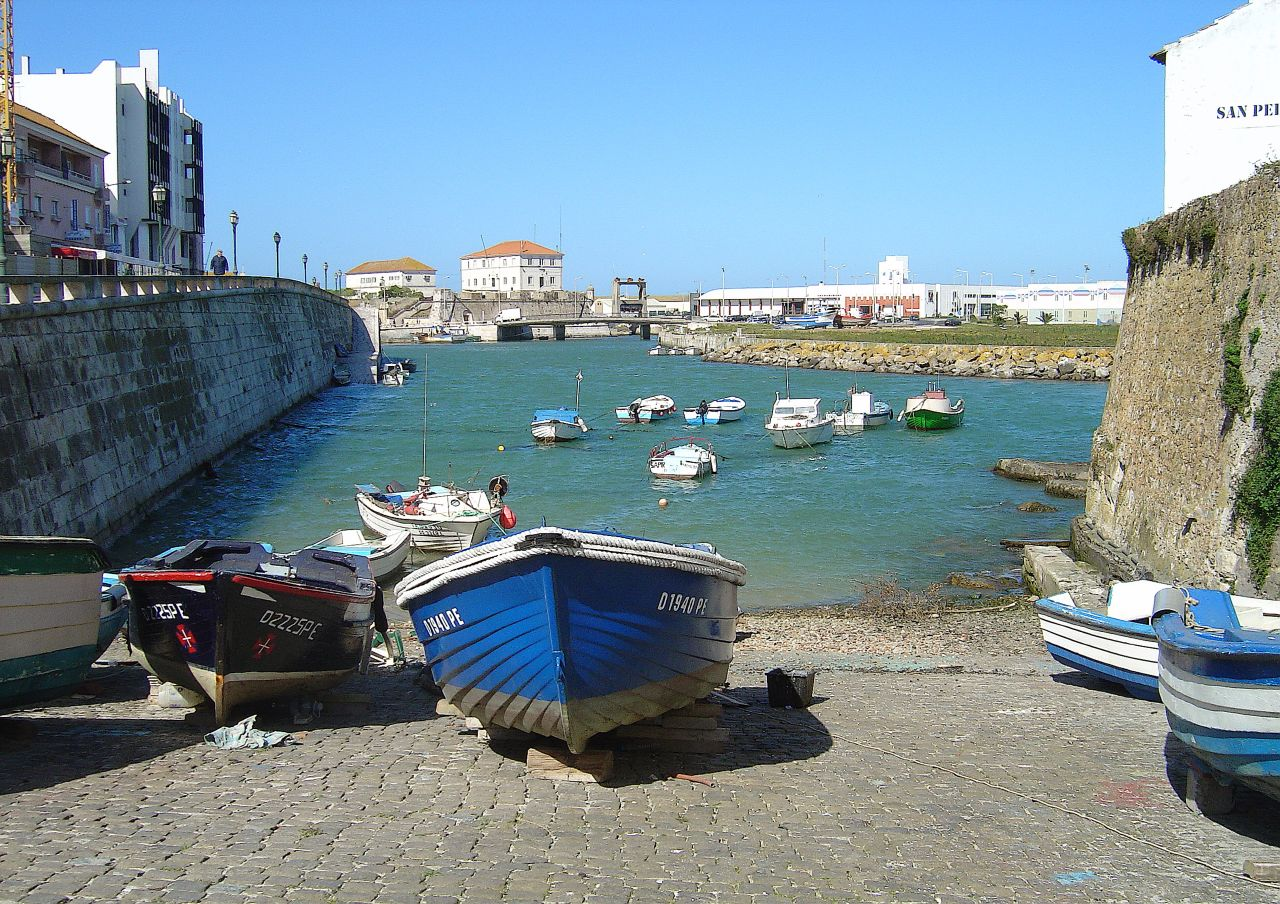
Am Hafen von Peniche

Mit der Gebietsreform im September 2013 wurden die Gemeinden (Freguesias) Ajuda (Peniche), Conceição (Peniche) und São Pedro (Peniche) zur neuen, die Stadt Peniche bildenden Gemeinde zusammengefasst. Der Kreis ist daher in folgende vier Gemeinden gegliedert:

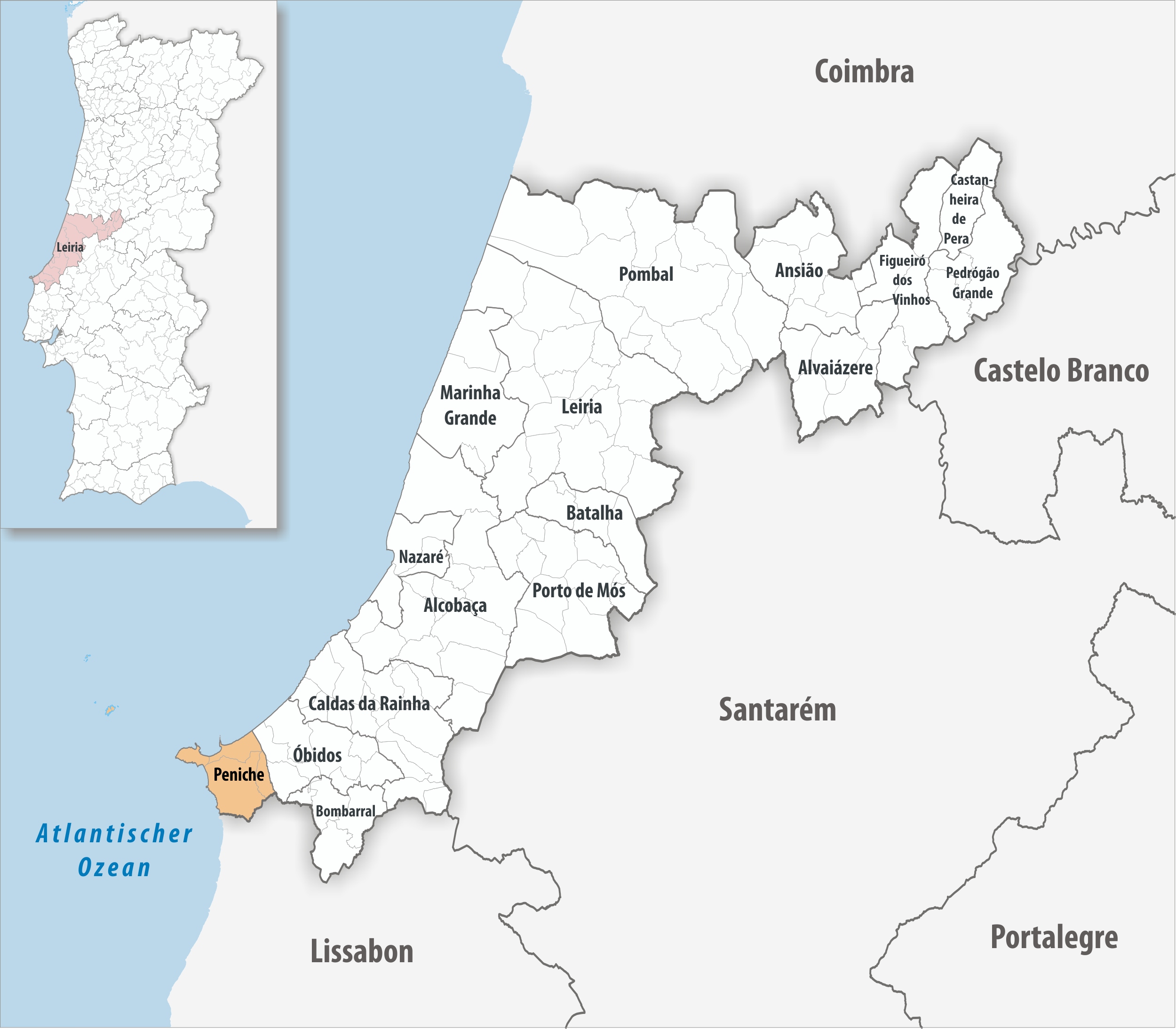
Kreis Peniche

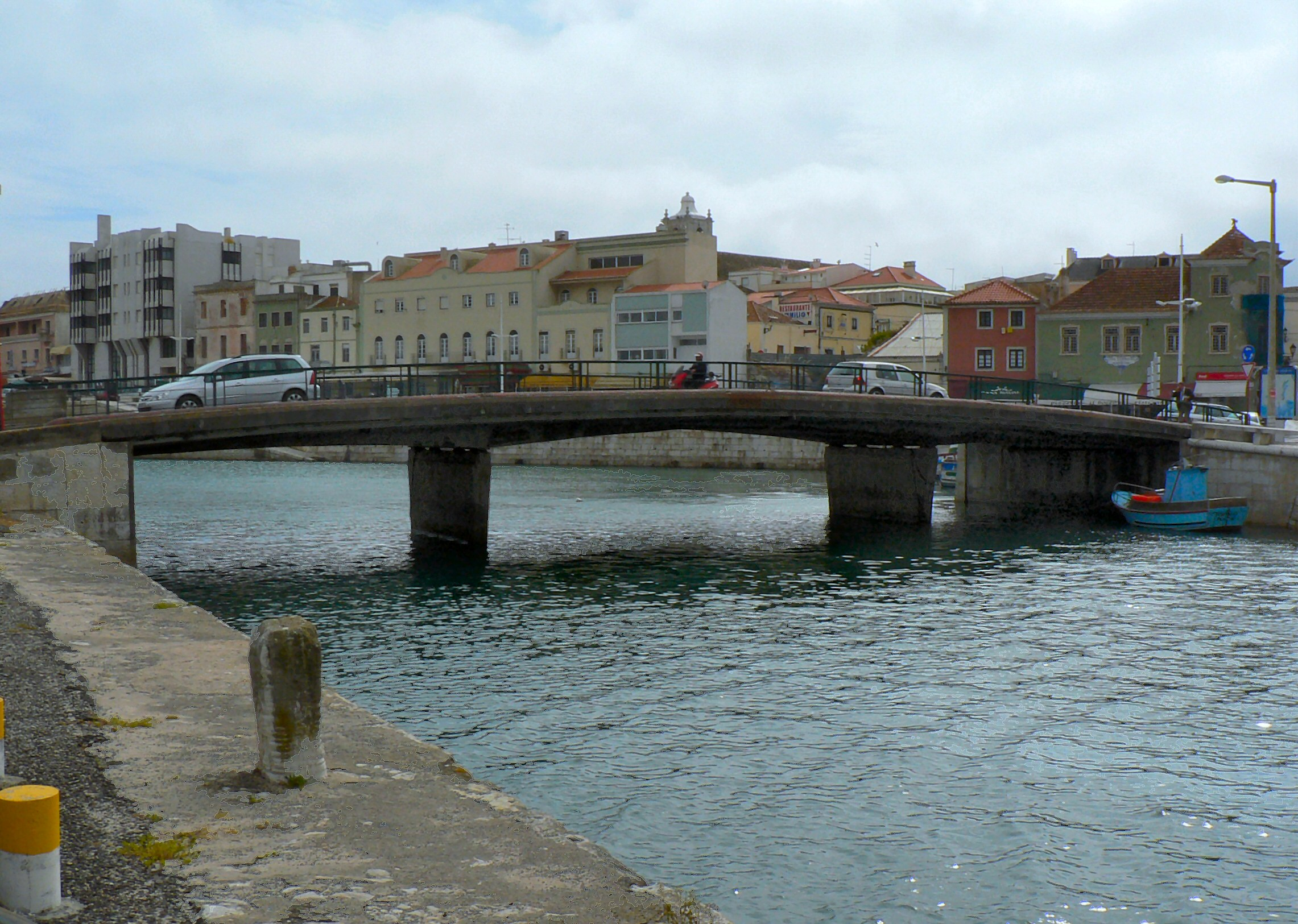
Die ponte de ferro (Eisenbrücke) nahe dem Stadtzentrum

| Gemeinde           | Einwohner (2021) | Fläche km² | Dichte Einw./km² | LAU- Code |
| ------------------ | ---------------- | ---------- | ---------------- | --------- |
| Atouguia da Baleia | 9.117            | 47,02      | 194              | 101402    |
| Ferrel             | 2.759            | 13,79      | 200              | 101406    |
| Peniche            | 13.211           | 7,81       | 1.692            | 101407    |
| Serra d’El-Rei     | 1.342            | 8,92       | 150              | 101405    |
| Kreis Peniche      | 26.429           | 77,54      | 341              | 1014      |

### Bevölkerungsentwicklung
| Einwohnerzahl im Kreis Peniche (1801–2011) | Einwohnerzahl im Kreis Peniche (1801–2011) | Einwohnerzahl im Kreis Peniche (1801–2011) | Einwohnerzahl im Kreis Peniche (1801–2011) | Einwohnerzahl im Kreis Peniche (1801–2011) | Einwohnerzahl im Kreis Peniche (1801–2011) | Einwohnerzahl im Kreis Peniche (1801–2011) | Einwohnerzahl im Kreis Peniche (1801–2011) | Einwohnerzahl im Kreis Peniche (1801–2011) |
| ------------------------------------------ | ------------------------------------------ | ------------------------------------------ | ------------------------------------------ | ------------------------------------------ | ------------------------------------------ | ------------------------------------------ | ------------------------------------------ | ------------------------------------------ |
| 1801                                       | 1849                                       | 1900                                       | 1930                                       | 1960                                       | 1981                                       | 1991                                       | 2001                                       | 2011                                       |
| 2460                                       | 5953                                       | 8199                                       | 16.019                                     | 22.200                                     | 25.627                                     | 25.880                                     | 27.315                                     | 27.630                                     |

### Kommunaler Feiertag
- Nossa Senhora da Boa Viágem (Unsere Liebe Frau zur guten Reise), Marienfeiertag am Montag nach dem ersten Sonntag im August.

## Söhne und Töchter der Stadt
- Jacob Rodrigues Pereira (1715–1780), Pädagoge und Entwickler einer Lehrmethode für Taubstumme in Frankreich
- Antônio Ferreira Viçoso (1787–1875), geistlicher Autor, Bischof im Erzbistum Mariana
- Félix António de Brito Capelo (1828–1879), Biologe und Ozeanograph, Bruder des Hernandogildo Capelo
- Paulino Montez (1897–1988), Architekt
- Ricardo Costa (1940–2021), Filmregisseur
- José Rachão (* 1952), Fußballtrainer
- Beto, eigentlich Albertino João Santos Pereira (1967–2010), Unterhaltungssänger
- Fernando Silva (* 1972), Badmintonspieler
- Telma Santos (* 1983), Badmintonspielerin
- Hélder Cabral (* 1984), Fußballspieler
- Tiago Cação (* 1998), Tennisspieler